# Hydrellia enderbii
Hydrellia enderbii är en tvåvingeart som först beskrevs av Frederick Wollaston Hutton 1901.  Hydrellia enderbii ingår i släktet Hydrellia och familjen vattenflugor. Inga underarter finns listade i Catalogue of Life.